# Ротен, Жером
Жеро́м Роте́н (фр. Jérôme Rothen; род. 31 марта 1978, Шатне-Малабри) — французский футболист. Выступал на позиции левого полузащитника. В 2013 году завершил игровую карьеру, однако спустя два года вернулся на поле, ныне играет за Любительский клуб «Плесси-Робинсон», который выступает во второй Лиге Париж-Иль-де-Франс (седьмой дивизион).

## Биография

### Клубная карьера
Ротен учился в знаменитой Национальной футбольной академии Франции. Он начал свою игровою карьеру в «Кане». Затем он играл за «Труа» при тренере Алене Перрене. Он перешёл в «Монако» 1 января 2002 года по цене 5 миллионов евро. Ротен был одним из звёзд «Монако», который достиг в 2004 году финала Лиги чемпионов.
Уроженец Парижа, Ротен исполнил мечту своего детства, подписав в столице контракт с «Пари Сен-Жермен» в 2004 году за €11 миллионов. 1 сентября 2009 года Ротен согласился присоединиться к «Рейнджерс» на 1 год аренды. Дебютировал за клуб 12 сентября 2009 года против «Мотеруэлла». В Лиге чемпионов дебютировал за «Рейнджерс» против «Штутгарта» (1:1). Но провалил игру в Лиге чемпионов с «Униря». В ноябре 2009 Ротен был отправлен обратно в Париж, чтобы получить лечение при подозрении на свиной грипп. 22 января 2010 года Ротен вылетел в Турцию для рассмотрения 6 месячной аренды в «Анкарагюджю», хотя у него были предложения аренды из греческой «Ларисы» и «Кавале», но 29 января 2010 года он подписал контракт на полугодовую аренду с «Анкарагюджю». Вернувшись в ПСЖ в январе 2010, Ротен почти за целый год не сыграл ни одного матча и 20 октября 2010 года покинул клуб и получил статус свободного агента. 26 мая 2011 года игрок подписал контракт с клубом «Бастия». В январе 2014 года объявил о завершении профессиональной карьеры футболиста.
Спустя два года Жером возобновил карьеру футболиста в клубе «Плесси-Робинсон», который принимает участие в матчах Лиги Париж-Иль-де-Франс. Контракт был подписан июня нынешнего года. В первом же своем матче против дублеров «Ред Стар» ему удалось забить гол, однако от поражения его новой команде уйти не удалось. По итогам чемпионата команды вылетела из шестой лиги в седьмую, но Жером остался в команде играть в своё удовольствие.

### Международная карьера
Ротен дебютировал за сборную 29 марта 2003 года против Мальты. Он был участником Евро-2004. Ротен потерял форму после переезда из «Монако» в ПСЖ, и это означало, что он не был рассмотрен как кандидат на поездку на чемпионат мира 2006 года, но потом он был снова возвращён в сборную и 10 октября 2007 года забил свой первый гол за сборную. В матче против Фарерских островов он забил гол со штрафного удара, и счёт стал 4:0 в пользу французов (итоговый счёт 6:0). Зинедин Зидан после ухода из сборной в 2006 году назвал Ротена своим преемником.

## Достижения
Клубные:
- Обладатель Кубка лиги: 2008
- Обладатель Кубка Франции: 2003, 2006

Национальные:
- Обладатель Кубка конфедераций: 2003